# 2016-os IndyCar Series szezon
A 2016-os Verizon IndyCar Series szezon volt a 21. szezonja az IndyCar Series-nek, és a száznegyedik az amerikai formaautós versenyzés történetében.
A címvédő, az új-zélandi Scott Dixon volt, aki 2015-ben pontegyenlőséggel szerezte meg negyedik bajnoki címét Juan Pablo Montoya előtt.

## Csapatok és versenyzők
| Csapat                         | Motor     | #  | Versenyző          | Fordulók          |
| ------------------------------ | --------- | -- | ------------------ | ----------------- |
| A. J. Foyt Enterprises         | Honda     | 14 | Szató Takuma       | Összes            |
| A. J. Foyt Enterprises         | Honda     | 35 | Alex Tagliani      | 5–6               |
| A. J. Foyt Enterprises         | Honda     | 41 | Jack Hawksworth    | Összes            |
| Andretti Autosport             | Honda     | 26 | Carlos Muñoz       | Összes            |
| Andretti Autosport             | Honda     | 27 | Marco Andretti     | Összes            |
| Andretti Autosport             | Honda     | 28 | Ryan Hunter-Reay   | Összes            |
| Andretti Autosport             | Honda     | 29 | Townsend Bell      | 6                 |
| Andretti Herta Autosport       | Honda     | 98 | Alexander Rossi    | Összes            |
| Chip Ganassi Racing            | Chevrolet | 8  | Max Chilton        | Összes            |
| Chip Ganassi Racing            | Chevrolet | 9  | Scott Dixon        | Összes            |
| Chip Ganassi Racing            | Chevrolet | 10 | Tony Kanaan        | Összes            |
| Chip Ganassi Racing            | Chevrolet | 83 | Charlie Kimball    | Összes            |
| Dale Coyne Racing              | Honda     | 18 | Conor Daly         | Összes            |
| Dale Coyne Racing              | Honda     | 19 | Luca Filippi       | 1–4, 11           |
| Dale Coyne Racing              | Honda     | 19 | Gabby Chaves       | 5–10, 14          |
| Dale Coyne Racing              | Honda     | 19 | RC Enerson         | 13                |
| Dale Coyne Racing              | Honda     | 63 | Pippa Mann         | 6, 13             |
| Dreyer & Reinbold Racing       | Chevrolet | 24 | Sage Karam         | 6                 |
| Ed Carpenter Racing            | Chevrolet | 6  | J. R. Hildebrand   | 5–6               |
| Ed Carpenter Racing            | Chevrolet | 20 | Ed Carpenter       | 2, 6, 10, 13–14   |
| Ed Carpenter Racing            | Chevrolet | 20 | Spencer Pigot      | 7–9, 11–12, 15–16 |
| Ed Carpenter Racing            | Chevrolet | 21 | Josef Newgarden    | Összes            |
| Jonathan Byrd’s Racing         | Honda     | 88 | Bryan Clauson      | 6                 |
| KVSH Racing                    | Chevrolet | 11 | Sébastien Bourdais | Összes            |
| KVSH Racing                    | Chevrolet | 25 | Stefan Wilson      | 6                 |
| Lazier Partners Racing         | Chevrolet | 4  | Buddy Lazier       | 6                 |
| Pirtek Team Murray             | Chevrolet | 61 | Matthew Brabham    | 5–6               |
| Rahal Letterman Lanigan Racing | Honda     | 15 | Graham Rahal       | Összes            |
| Rahal Letterman Lanigan Racing | Honda     | 16 | Spencer Pigot      | 1, 5–6            |
| Schmidt Peterson Motorsports   | Honda     | 5  | James Hinchcliffe  | Összes            |
| Schmidt Peterson Motorsports   | Honda     | 7  | Mihail Aljosin     | Összes            |
| Schmidt Peterson Motorsports   | Honda     | 77 | Oriol Servià       | 6                 |
| Team Penske                    | Chevrolet | 2  | Juan Pablo Montoya | Összes            |
| Team Penske                    | Chevrolet | 3  | Hélio Castroneves  | Összes            |
| Team Penske                    | Chevrolet | 12 | Oriol Servià       | 1                 |
| Team Penske                    | Chevrolet | 12 | Will Power         | 2–16              |
| Team Penske                    | Chevrolet | 22 | Simon Pagenaud     | Összes            |

## Versenyek
A 15. fordulónak eredetileg Boston adott volna otthont, de a versenyt áprilisban törölték. Két héttel később bejelentették, hogy Watkins Glenben tartják meg az utolsó előtti versenyt.
| #  | Időpont                  | Verseny                                 | Pálya                                   | Város          | TV    |
| -- | ------------------------ | --------------------------------------- | --------------------------------------- | -------------- | ----- |
| 1  | Március 13.              | Firestone Grand Prix of St. Petersburg  | St. Petersburg utcái                    | St. Petersburg | ABC   |
| 2  | Április 2.               | Phoenix Grand Prix                      | Phoenix International Raceway           | Avondale       | NBCSN |
| 3  | Április 17.              | Toyota Grand Prix of Long Beach         | Long Beach utcái                        | Long Beach     | NBCSN |
| 4  | Április 24.              | Honda Indy Grand Prix of Alabama        | Barber Motorsports Park                 | Birmingham     | NBCSN |
| 5  | Május 14.                | Angie's List Grand Prix of Indianapolis | Indianapolis Motor Speedway belső pálya | Indianapolis   | ABC   |
| 6  | Május 29.                | 100th Indianapolis 500                  | Indianapolis Motor Speedway             | Indianapolis   | ABC   |
| 7  | Június 4.                | Chevrolet Indy Dual in Detroit          | Belle Isle                              | Detroit        | ABC   |
| 8  | Június 5.                | Chevrolet Indy Dual in Detroit          | Belle Isle                              | Detroit        | ABC   |
| 9  | Június 26.               | Grand Prix of Road America              | Road America                            | Elkhart Lake   | NBCSN |
| 10 | Július 10.               | Iowa Corn Indy 300                      | Iowa Speedway                           | Newton         | NBCSN |
| 11 | Július 17.               | Honda Indy Toronto                      | Exhibition Place                        | Toronto        | NBCSN |
| 12 | Július 31.               | Honda Indy 200                          | Mid-Ohio Sports Car Course              | Lexington      | NBCSN |
| 13 | Augusztus 22.            | ABC Supply 500                          | Pocono Raceway                          | Long Pond      | NBCSN |
| 14 | Június 11./Augusztus 27. | Firestone 600                           | Texas Motor Speedway                    | Fort Worth     | NBCSN |
| 15 | Szeptember 4.            | Grand Prix at The Glen                  | Watkins Glen International              | Watkins Glen   | NBCSN |
| 16 | Szeptember 18.           | GoPro Grand Prix of Sonoma              | Sonoma Raceway                          | Sonoma         | NBCSN |

## Eredmények
| #  | Verseny           | Pole-pozíció      | Leggyorsabb kör   | Legtöbb élen töltött kör | Győztes            | Győztes                        | Győztes   | Összefoglaló |
| #  | Verseny           | Pole-pozíció      | Leggyorsabb kör   | Legtöbb élen töltött kör | Versenyző          | Csapat                         | Gyártó    | Összefoglaló |
| -- | ----------------- | ----------------- | ----------------- | ------------------------ | ------------------ | ------------------------------ | --------- | ------------ |
| 1  | St. Petersburg    | Will Power        | Josef Newgarden   | Simon Pagenaud           | Juan Pablo Montoya | Team Penske                    | Chevrolet | Összefoglaló |
| 2  | Phoenix           | Hélio Castroneves | Tony Kanaan       | Scott Dixon              | Scott Dixon        | Chip Ganassi Racing            | Chevrolet | Összefoglaló |
| 3  | Long Beach        | Hélio Castroneves | Charlie Kimball   | Hélio Castroneves        | Simon Pagenaud     | Team Penske                    | Chevrolet | Összefoglaló |
| 4  | Birmingham        | Simon Pagenaud    | Scott Dixon       | Simon Pagenaud           | Simon Pagenaud     | Team Penske                    | Chevrolet | Összefoglaló |
| 5  | Indianapolis GP   | Simon Pagenaud    | Alexander Rossi   | Simon Pagenaud           | Simon Pagenaud     | Team Penske                    | Chevrolet | Összefoglaló |
| 6  | Indianapolisi 500 | James Hinchcliffe | Alexander Rossi   | Ryan Hunter-Reay         | Alexander Rossi    | Andretti Herta Autosport       | Honda     | Összefoglaló |
| 7  | Detroit 1         | Simon Pagenaud    | Scott Dixon       | Simon Pagenaud           | Sébastien Bourdais | KVSH Racing                    | Chevrolet | Összefoglaló |
| 8  | Detroit 2         | Simon Pagenaud    | Josef Newgarden   | Simon Pagenaud           | Will Power         | Team Penske                    | Chevrolet | Összefoglaló |
| 9  | Elkhart Lake      | Will Power        | Max Chilton       | Will Power               | Will Power         | Team Penske                    | Chevrolet | Összefoglaló |
| 10 | Iowa              | Simon Pagenaud    | Josef Newgarden   | Josef Newgarden          | Josef Newgarden    | Ed Carpenter Racing            | Chevrolet | Összefoglaló |
| 11 | Toronto           | Scott Dixon       | Hélio Castroneves | Scott Dixon              | Will Power         | Team Penske                    | Chevrolet | Összefoglaló |
| 12 | Mid-Ohio          | Simon Pagenaud    | Will Power        | Mihail Aljosin           | Simon Pagenaud     | Team Penske                    | Chevrolet | Összefoglaló |
| 13 | Pocono            | Mihail Aljosin    | Will Power        | Mihail Aljosin           | Will Power         | Team Penske                    | Chevrolet | Összefoglaló |
| 14 | Texas             | Carlos Muñoz      | Scott Dixon       | James Hinchcliffe        | Graham Rahal       | Rahal Letterman Lanigan Racing | Honda     | Összefoglaló |
| 15 | Watkins Glen      | Scott Dixon       | Tony Kanaan       | Scott Dixon              | Scott Dixon        | Chip Ganassi Racing            | Chevrolet | Összefoglaló |
| 16 | Sonoma            | Simon Pagenaud    | Tony Kanaan       | Simon Pagenaud           | Simon Pagenaud     | Team Penske                    | Chevrolet | Összefoglaló |

## A bajnokság végeredménye

### Pontrendszer
Forrás:
| 1. | 2. | 3. | 4. | 5. | 6. | 7. | 8. | 9. | 10. | 11. | 12. | 13. | 14. | 15. | 16. | 17. | 18. | 19. | 20. | 21. | 22. | 23. | 24. | 25.+ | Élen töltött kör | Legtöbb élen töltött kör | Első rajtkocka |
| -- | -- | -- | -- | -- | -- | -- | -- | -- | --- | --- | --- | --- | --- | --- | --- | --- | --- | --- | --- | --- | --- | --- | --- | ---- | ---------------- | ------------------------ | -------------- |
| 50 | 40 | 35 | 32 | 30 | 28 | 26 | 24 | 22 | 20  | 19  | 18  | 17  | 16  | 15  | 14  | 13  | 12  | 11  | 10  | 9   | 8   | 7   | 6   | 5    | 1                | 2                        | 1              |

Indy500 kvalifikáció
| 1. | 2. | 3. | 4. | 5. | 6. | 7. | 8. | 9. | 10. | 11. | 12. | 13. | 14. | 15. | 16. | 17. | 18. | 19. | 20. | 21. | 22. | 23. | 24. | 25. | 26. | 27. | 28. | 29. | 30. | 31. | 32. | 33. |
| 42 | 40 | 38 | 36 | 34 | 32 | 30 | 28 | 26 | 24  | 23  | 22  | 21  | 20  | 19  | 18  | 17  | 16  | 15  | 14  | 13  | 12  | 11  | 10  | 9   | 8   | 7   | 6   | 5   | 4   | 3   | 2   | 1   |
| -- | -- | -- | -- | -- | -- | -- | -- | -- | --- | --- | --- | --- | --- | --- | --- | --- | --- | --- | --- | --- | --- | --- | --- | --- | --- | --- | --- | --- | --- | --- | --- | --- |

Az Indy500 és a szezonzáró verseny
| 1.  | 2. | 3. | 4. | 5. | 6. | 7. | 8. | 9. | 10. | 11. | 12. | 13. | 14. | 15. | 16. | 17. | 18. | 19. | 20. | 21. | 22. | 23. | 24. | 25.+ |
| 100 | 80 | 70 | 64 | 60 | 56 | 52 | 48 | 44 | 40  | 38  | 36  | 34  | 32  | 30  | 28  | 26  | 24  | 22  | 20  | 18  | 16  | 14  | 12  | 10   |
| --- | -- | -- | -- | -- | -- | -- | -- | -- | --- | --- | --- | --- | --- | --- | --- | --- | --- | --- | --- | --- | --- | --- | --- | ---- |

### Versenyzők bajnoksága

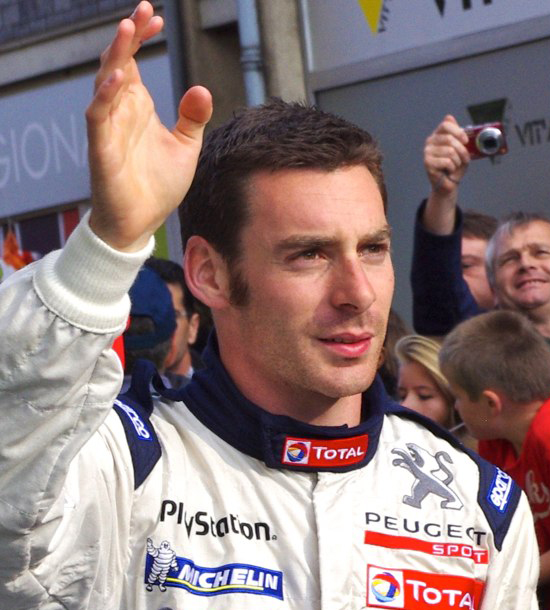
Simon Pagenaud első bajnoki címét nyerte.

| Helyezés | Versenyző           | STP | PHX | LBH | ALA | IGP | INDY | INDY | DET | DET | ROA | IOW | TOR | MDO | POC | TEX | WGL | SNM | Pont |
| Helyezés | Versenyző           | STP | PHX | LBH | ALA | IGP | Id   | 500  | DET | DET | ROA | IOW | TOR | MDO | POC | TEX | WGL | SNM | Pont |
| -------- | ------------------- | --- | --- | --- | --- | --- | ---- | ---- | --- | --- | --- | --- | --- | --- | --- | --- | --- | --- | ---- |
| 1        | Simon Pagenaud      | 2*  | 2   | 1   | 1*  | 1*  | 8    | 19   | 13* | 2*  | 13  | 4   | 9   | 1   | 18  | 4   | 7   | 1*  | 659  |
| 2        | Will Power          | Ni  | 3   | 7   | 4   | 19  | 6    | 10   | 20  | 1   | 1*  | 2   | 1   | 2   | 1   | 8   | 20  | 20  | 532  |
| 3        | Hélio Castroneves   | 4   | 11  | 3*  | 7   | 2   | 9    | 11   | 5   | 14  | 5   | 13  | 2   | 15  | 19  | 5   | 3   | 7   | 504  |
| 4        | Josef Newgarden     | 22  | 6   | 10  | 3   | 21  | 2    | 3    | 14  | 4   | 8   | 1*  | 22  | 10  | 4   | 22  | 2   | 6   | 502  |
| 5        | Graham Rahal        | 16  | 5   | 15  | 2   | 4   | 26   | 14   | 4   | 11  | 3   | 16  | 13  | 4   | 11  | 1   | 21  | 2   | 484  |
| 6        | Scott Dixon         | 7   | 1*  | 2   | 10  | 7   | 13   | 8    | 19  | 5   | 22  | 3   | 8*  | 22  | 6   | 19  | 1*  | 17  | 477  |
| 7        | Tony Kanaan         | 9   | 4   | 6   | 8   | 25  | 18   | 4    | 9   | 7   | 2   | 7   | 4   | 12  | 9   | 3   | 19  | 13  | 461  |
| 8        | Juan Pablo Montoya  | 1   | 9   | 4   | 5   | 8   | 17   | 33   | 3   | 20  | 7   | 20  | 20  | 11  | 8   | 9   | 13  | 3   | 433  |
| 9        | Charlie Kimball     | 10  | 12  | 11  | 9   | 5   | 16   | 5    | 8   | 16  | 6   | 10  | 11  | 8   | 15  | 6   | 6   | 9   | 433  |
| 10       | Carlos Muñoz        | 8   | 22  | 12  | 14  | 12  | 5    | 2    | 6   | 15  | 10  | 12  | 17  | 3   | 7   | 7   | 11  | 15  | 432  |
| 11       | Alexander Rossi (Ú) | 12  | 14  | 20  | 15  | 10  | 11   | 1    | 10  | 12  | 15  | 6   | 16  | 14  | 20  | 11  | 8   | 5   | 430  |
| 12       | Ryan Hunter-Reay    | 3   | 10  | 18  | 11  | 9   | 3    | 24*  | 7   | 3   | 4   | 22  | 12  | 18  | 3   | 13  | 14  | 4   | 428  |
| 13       | James Hinchcliffe   | 19  | 18  | 8   | 6   | 3   | 1    | 7    | 18  | 21  | 14  | 9   | 3   | 5   | 10  | 2*  | 18  | 12  | 416  |
| 14       | Sébastien Bourdais  | 21  | 8   | 9   | 16  | 24  | 19   | 9    | 1   | 8   | 18  | 8   | 7   | 20  | 5   | 10  | 5   | 10  | 404  |
| 15       | Mihail Aljosin      | 5   | 17  | 16  | 17  | 13  | 7    | 27   | 15  | 17  | 16  | 5   | 6   | 17* | 2*  | 16  | 22  | 11  | 347  |
| 16       | Marco Andretti      | 15  | 13  | 19  | 12  | 15  | 14   | 13   | 16  | 9   | 12  | 14  | 10  | 13  | 12  | 12  | 12  | 8   | 339  |
| 17       | Szató Takuma        | 6   | 15  | 5   | 13  | 18  | 12   | 26   | 11  | 10  | 17  | 11  | 5   | 9   | 22  | 20  | 17  | 14  | 320  |
| 18       | Conor Daly (Ú)      | 13  | 16  | 13  | 20  | 6   | 24   | 29   | 2   | 6   | 21  | 21  | 15  | 6   | 16  | 21  | 4   | 21  | 313  |
| 19       | Max Chilton (Ú)     | 17  | 7   | 14  | 21  | 14  | 22   | 15   | 21  | 22  | 20  | 19  | 18  | 16  | 13  | 15  | 10  | 16  | 267  |
| 20       | Jack Hawksworth     | 11  | 19  | 21  | 19  | 20  | 31   | 16   | 22  | 19  | 11  | 15  | 21  | 21  | 14  | 17  | 16  | 18  | 229  |
| 21       | Spencer Pigot (Ú)   | 14  |     |     |     | 11  | 29   | 25   | 17  | 18  | 9   |     | 19  | 7   |     |     | 15  | 22  | 165  |
| 22       | Gabby Chaves        |     |     |     |     | 17  | 21   | 20   | 12  | 13  | 19  | 17  |     |     |     | 14  |     |     | 121  |
| 23       | J. R. Hildebrand    |     |     |     |     | 22  | 15   | 6    |     |     |     |     |     |     |     |     |     |     | 84   |
| 24       | Oriol Servià        | 18  |     |     |     |     | 10   | 12   |     |     |     |     |     |     |     |     |     |     | 72   |
| 25       | Ed Carpenter        |     | 21  |     |     |     | 20   | 31   |     |     |     | 18  |     |     | 21  | 18  |     |     | 67   |
| 26       | Luca Filippi        | 20  | 20  | 17  | 18  |     |      |      |     |     |     |     | 14  |     |     |     |     |     | 61   |
| 27       | Townsend Bell       |     |     |     |     |     | 4    | 21   |     |     |     |     |     |     |     |     |     |     | 55   |
| 28       | RC Enerson          |     |     |     |     |     |      |      |     |     |     |     |     | 19  |     |     | 9   | 19  | 55   |
| 29       | Pippa Mann          |     |     |     |     |     | 25   | 18   |     |     |     |     |     |     |     | 17  |     |     | 46   |
| 30       | Matthew Brabham (Ú) |     |     |     |     | 16  | 26   | 22   |     |     |     |     |     |     |     |     |     |     | 37   |
| 31       | Alex Tagliani       |     |     |     |     | 23  | 33   | 17   |     |     |     |     |     |     |     |     |     |     | 35   |
| 32       | Sage Karam          |     |     |     |     |     | 23   | 32   |     |     |     |     |     |     |     |     |     |     | 22   |
| 33       | Bryan Clauson       |     |     |     |     |     | 28   | 23   |     |     |     |     |     |     |     |     |     |     | 21   |
| 34       | Stefan Wilson       |     |     |     |     |     | 30   | 28   |     |     |     |     |     |     |     |     |     |     | 14   |
| 35       | Buddy Lazier        |     |     |     |     |     | 32   | 30   |     |     |     |     |     |     |     |     |     |     | 12   |
| Helyezés | Versenyző           | STP | PHX | LBH | ALA | IGP | INDY | INDY | DET | DET | ROA | IOW | TOR | MDO | POC | TEX | WGL | SNM | Pont |

### Gyártók bajnoksága
| Pozíció | Gyártó    | STP  | PHX  | LBH  | ALA  | IGP  | INDY | DET  | DET  | ROA  | IOW  | TOR  | MDO | POC  | TEX  | WGL  | SNM  | Bónuszpont | Büntetőpont | Pont |
| ------- | --------- | ---- | ---- | ---- | ---- | ---- | ---- | ---- | ---- | ---- | ---- | ---- | --- | ---- | ---- | ---- | ---- | ---------- | ----------- | ---- |
| 1       | Chevrolet | 1    | 1    | 1    | 1    | 1    | 3    | 1    | 1    | 1    | 1    | 1    | 1   | 1    | 3    | 1    | 1    | –          | –           | 1992 |
| 1       | Chevrolet | 2    | 2    | 2    | 3    | 2    | 4    | 3    | 2    | 2    | 2    | 2    | 2   | 4    | 4    | 2    | 3    | –          | –           | 1992 |
| 1       | Chevrolet | 4    | 3    | 3    | 4    | 5    | 5    | 5    | 4    | 5    | 3    | 4    | 7   | 5    | 5    | 3    | 6    | –          | –           | 1992 |
| 1       | Chevrolet | 125* | 128* | 128* | 120* | 123* | 194  | 118* | 125* | 123* | 128* | 125* | 117 | 112  | 97   | 128* | 229* | –          | –           | 1992 |
| 2       | Honda     | 3    | 5    | 5    | 2    | 3    | 1    | 2    | 3    | 3    | 5    | 3    | 3   | 2    | 1    | 4    | 2    | –          | –           | 1697 |
| 2       | Honda     | 5    | 10   | 8    | 6    | 4    | 2    | 4    | 6    | 4    | 6    | 5    | 4   | 3    | 2    | 8    | 4    | –          | –           | 1697 |
| 2       | Honda     | 6    | 13   | 12   | 11   | 6    | 7    | 6    | 9    | 10   | 9    | 6    | 5   | 7    | 7    | 9    | 5    | –          | –           | 1697 |
| 2       | Honda     | 93   | 67   | 72   | 87   | 95   | 234* | 100  | 85   | 87   | 80   | 93   | 99* | 104* | 119* | 78   | 204  | –          | –           | 1697 |